# Magic Kingdom
Het Magic Kingdom (Nederlands: 'Magisch Rijk') is een van de vier attractieparken in het Walt Disney World Resort in Lake Buena Vista.
Het was het eerste park binnen dit resort, het werd geopend op 1 oktober 1971. In 2015 werd het park bezocht door meer dan 20,5 miljoen gasten, wat het tot het meest bezochte pretpark ter wereld maakte.
Omdat het park gebouwd en ontworpen is door de WED Enterprises, nu beter bekend als Walt Disney Imagineering, zijn de verdeling, attracties en decoraties bijna gelijk aan Disneyland in Anaheim.

## Toewijding
Hoewel er geen officiële spreuk is voor het Magic Kingdom, heeft Roy O. Disney een uitspraak gedaan over het park, die nu in de poorten van het park geplaatst is:

Walt Disney World is a tribute to the philosophy and life of Walter Elias Disney... and to the talents, the dedication, and the loyalty of the entire Disney organization that made Walt Disney's dream come true. May Walt Disney World bring Joy and Inspiration and New Knowledge to all who come to this happy place... a Magic Kingdom where the young at heart of all ages can laugh and play and learn together.
— Dedicated this 25th day of October, 1971. Roy O. Disney

## Geschiedenis

### 1967-1971: Bouw

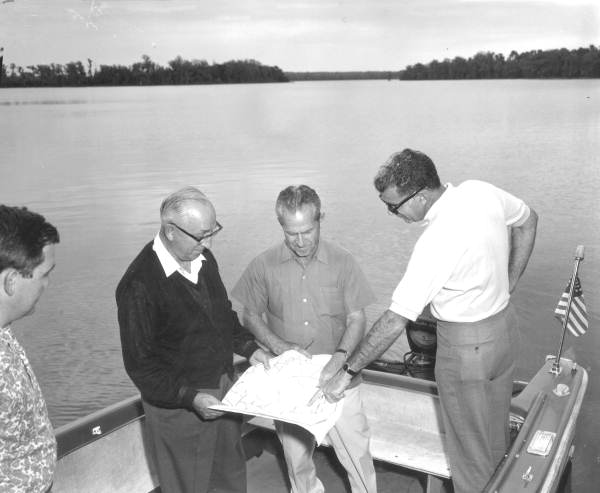
Inspectie van aangekocht land door Roy Oliver Disney

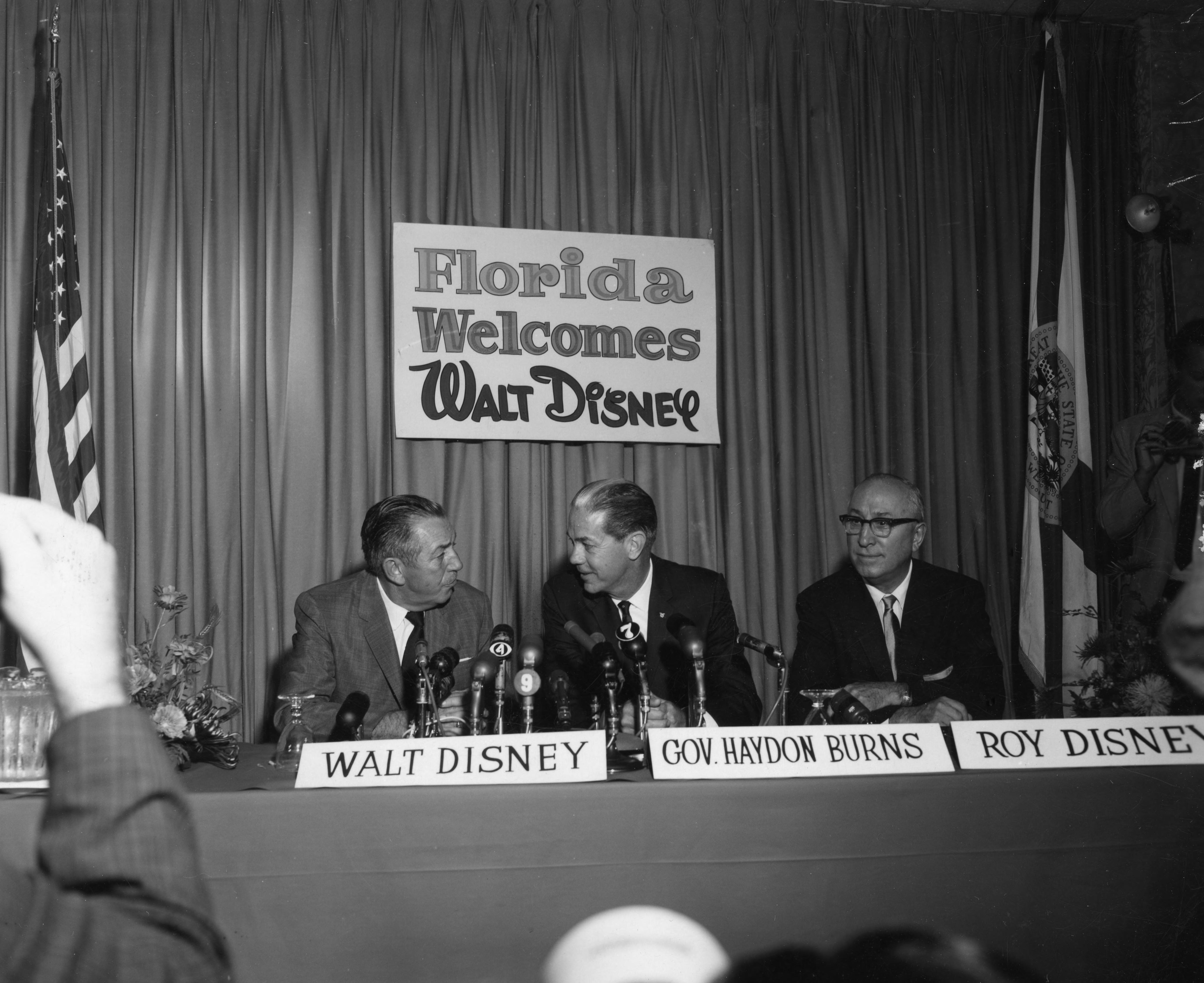
Aankondiging van het Magic Kingdom en Walt Disney World op een persconferentie in 1965, door o.a. Walt Disney

De bouw van het park begon samen met de bouw van het gehele Walt Disney World Resort in 1967, één jaar na de dood van Walt Disney. Walt Disney was echter al jaren voor zijn dood bezig met het plannen van de bouw van dit resort. Het Magic Kingdom werd een kopie van het al bestaande Disneyland Park in Anaheim, maar in dit park wilde Disney zijn ontwerpen en decoraties verbeteren.

#### Utilidors
Volgens een verhaal zag Walt Disney eens een cowboy vanuit Frontierland naar de personeelsingang in Tomorrowland lopen. Een cowboy in Tomorrowland kon Walt niet aanzien en daarom had hij het idee om onder het Magic Kingdom-park tunnels te bouwen, waar het personeel kon lopen. Er was echter een probleem: omdat het moeras-achtige gebied in Florida te natte grond bevatte, konden er geen ondergrondse tunnels worden gebouwd. De oplossing was het bouwen van tunnels boven het grondoppervlak en daar vervolgens het park op te bouwen. Dit is de reden dat het park zo ongeveer 30 meter hoger ligt dan het grondniveau. Om deze verschillen in hoogte op te lossen, werd modder uit het Seven Seas Lagoon, wat net aangelegd werd, gebruikt. Later zijn hier bossen op gegroeid.
Echter, toen het park uitgebreid werd, konden daar geen tunnels onder worden gebouwd. Daarom lopen de tunnels alleen onder het deel van het park wat er al vanaf het begin lag. Magic Kingdom is het enige Disney-park met een tunnelnetwerk. De naam die Disney aan deze tunnels gaf was utilidors, een samentrekking van de Engelse woorden utility (Nederlands: nut) en corridor (Nederlands: gang).

### 1971: Opening
Na een 5-tal jaar bouwen, opende het Magic Kingdom op 1 oktober 1971 als enige park in het Disney World-resort. Samen met het park openden ook twee hotels: het Disney's Polynesian Resort en het Disney's Contemporary Resort. Het park bevatte toentertijd 23 attracties: 3 originele en 20 kopieën van het Disneyland Park in Anaheim. Later werden hier nog attracties aan toegevoegd, zowel kopieën als originelen.
De attracties werden opgesplitst in 6 parkdelen, hiervan waren 5 hetzelfde als in het originele Disneyland. Liberty Square werd het nieuwe, originele parkdeel. Dit deel stond op de planning voor Disneyland Anaheim, maar werd daar nooit uitgevoerd.
Sinds de opening van het park is het park nog maar 5 keer gesloten geweest, namelijk op de aanslagen op 11 september 2001, en bij hurricanes Frances, Matthew Charlie en Wilma.

### Naamsverwarring
Omdat het park bijna gelijk was aan het park in Anaheim, ontstond er wat naamsverwarring. The Magic Kingdom werd gebruikt als een onofficiële bijnaam voor het park in Anaheim, voordat het Walt Disney World Resort gebouwd was. Hoe dan ook, de officiële bijnaam voor het park in Anaheim is The Happiest Place On Earth. De bijnaam voor het Magic Kingdom in Florida werd hetzelfde. Ondanks de verwarringen hebben de tickets van het park altijd het opschrift The Magic Kingdom gehad. In 1994 werd de parknaam dan toch officieel omgedoopt tot The Magic Kingdom Park, en bleef het park in Anaheim gewoon Disneyland heten.

## Themagebieden
Magic Kingdom is opgedeeld in zes verschillende themagebieden met elk hun eigen attracties, shows, horecagelegenheden en winkels. Kloksgewijs vanaf het ingangsgebied zijn dit Main Street, U.S.A., Adventureland, Frontierland, Liberty Square, Fantasyland en Tomorrowland. Voorheen bevond zich in het park tevens het themagebied Mickey's Toontown Fair. Dit gebied is echter gesloopt om plaats te maken voor een uitbreiding van Fantasyland.

### Main Street, U.S.A.

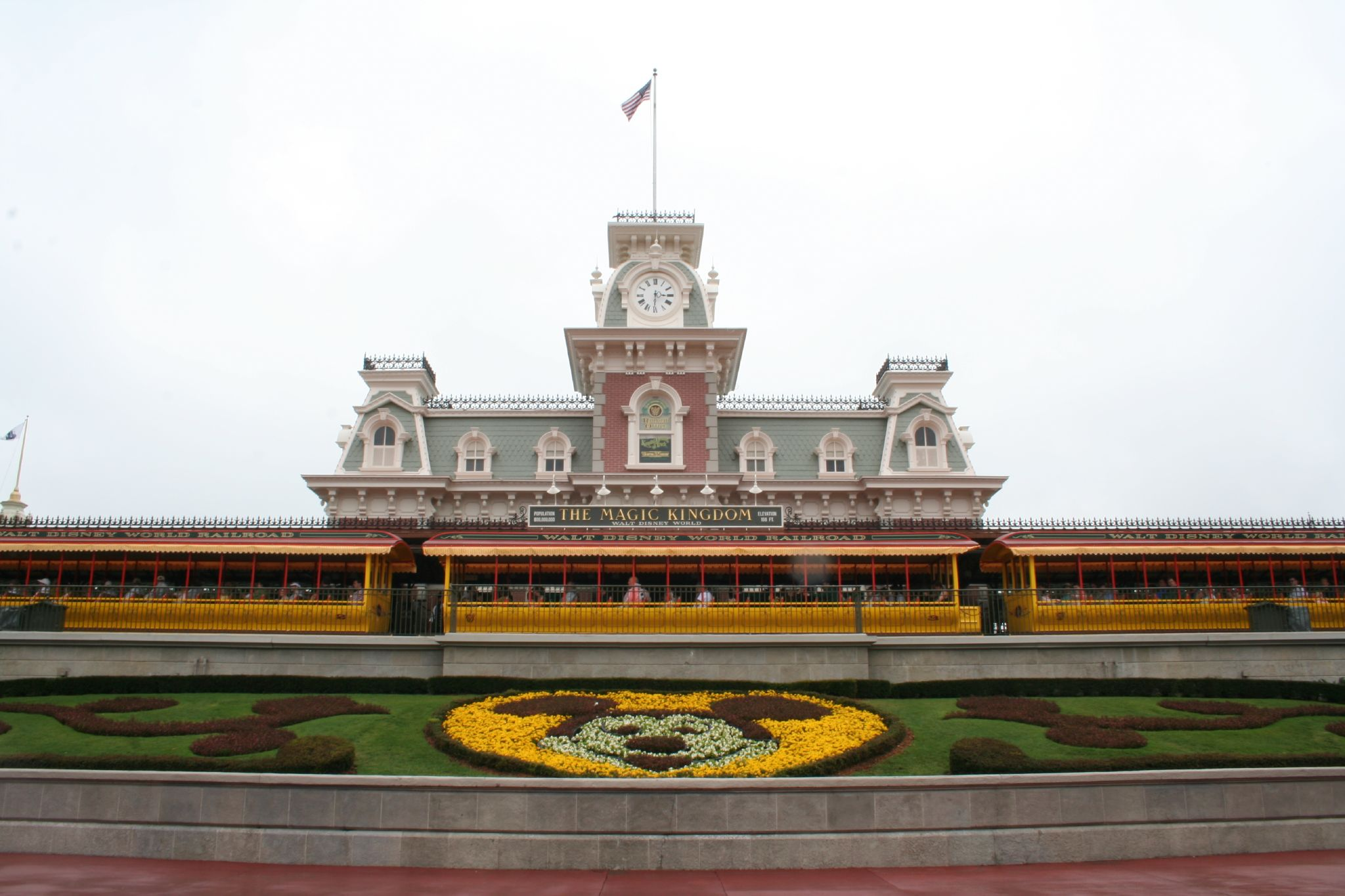
Het station van de Walt Disney World Railroad in Main Street, U.S.A.

Het thema van Main Street, U.S.A. is een nostalgische blik op een Amerikaans stadje rond de eeuwwisseling naar de 20e eeuw. Main Street, U.S.A. vormt de ingangszone van het park en bevat daarmee de hoofdingang en alle bijbehorende faciliteiten. Het gebied is bereikbaar vanaf de ingang door onder het station van de Walt Disney World Railroad door te lopen. Hier ligt Town Square met daaraan de gastenservice in City Hall en het Town Square Theatre, dat de attractie Meet Mickey Mouse herbergt, met links daarnaast Tony's Town Square Restaurant. Daarnaast ligt aan dit plein een brandweerkazerne, dat het startpunt voor Sorcerers of the Magic Kingdom huisvest. Vanaf Town Square loopt er een rechte straat, de eigenlijke Main Street, naar het centrum van het park. Aan de linkerzijde van deze straat is de grootste winkel van het park, het Emporium, te vinden. Aan de rechterzijde van deze straat zijn enkele horecagelegenheden te vinden, waaronder de Main Street Bakery, waarin een Starbucks is te vinden. Aan de rechterzijde is tevens een zijstraat met enkele winkels te vinden, de Flower Street.
Main Street, U.S.A. loopt uit op Central Plaza, het centrale plein van Magic Kingdom. Aan dit plein zijn onder andere hotdogtent Casey's Corner, ijssalon Plaza Ice Cream Parlour en de restaurants Crystal Palace en Plaza Restaurant te vinden. Centraal aan het plein staat Cinderella Castle, dat eigenlijk bij Fantasyland hoort. Central Plaza vormt tevens de verdeler naar elk van de andere landen in het park, behalve naar Frontierland, dat enkel te bereiken is via Adventureland of Liberty Square. Tevens vormt het de centrale standplaats om de vuurwerkshow Happily Ever After te bekijken, waarbij Cinderella Castle als decor wordt gebruikt voor videoprojecties en vuurwerk op de achtergrond.

### Adventureland

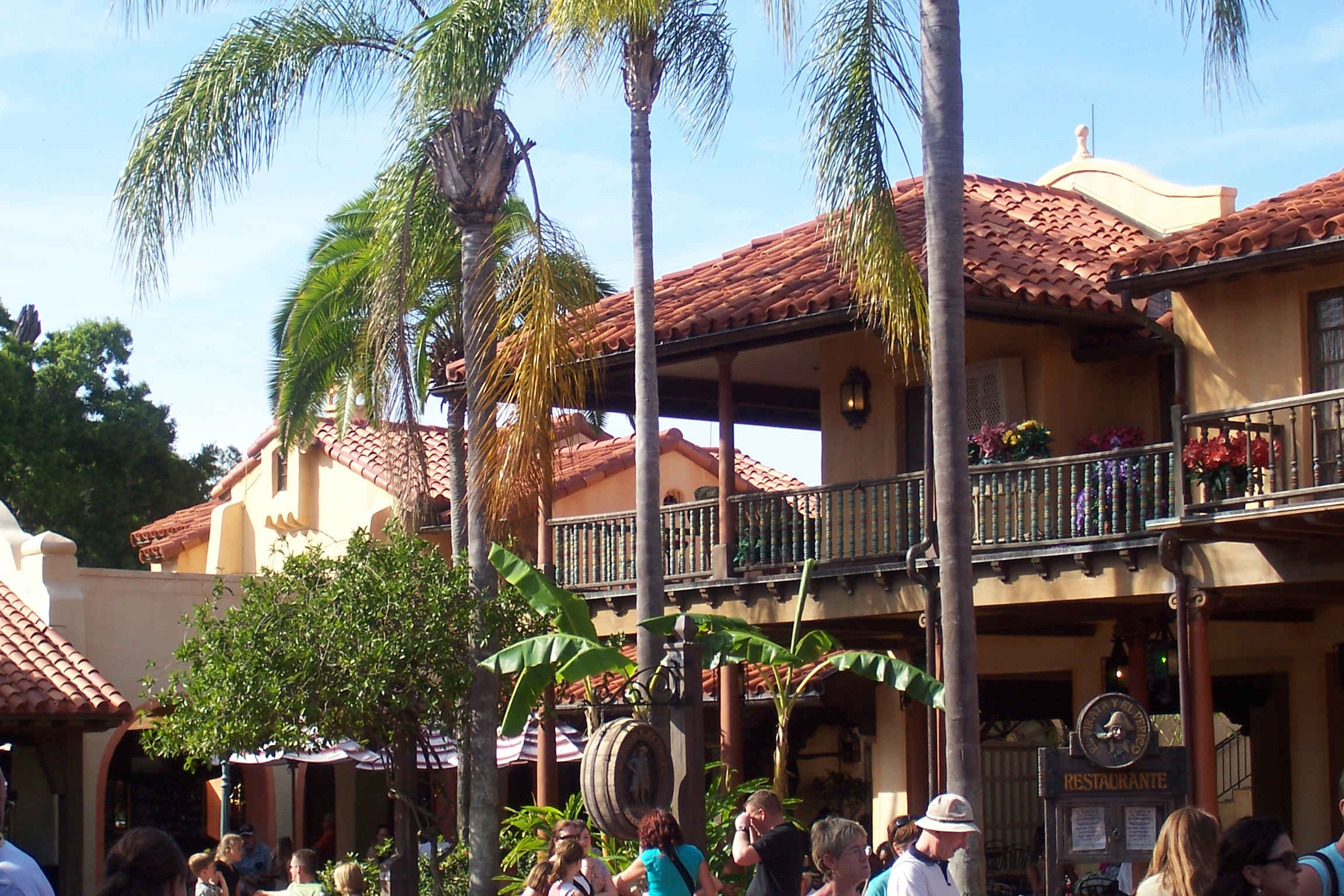
Tortuga Tavern in Adventureland

Het thema van Adventureland berust op de romantiek rondom het kolonialisme uit het victoriaanse tijdperk. De hoofdentree van het gebied ligt aan Central Plaza en is via een brug te bereiken. Vanaf de hoofdentree loopt het gebied langs enkele koloniale huisjes, die onder andere het horecapunt Sunshine Tree Terrace bevatten en het restaurant Jungle Navigation Co. Ltd. Skipper Canteen. Links van het pad ligt de attractie Swiss Family Treehouse. Het pad komt uit op een soort plein dat is omgeven door Arabische en Polynesische architectuur, met in het midden de attractie The Magic Carpets of Aladdin. Rondom het plein, in de Arabische huisjes, zijn enkele souvenirwinkels te vinden. In de Polynesische gebouwen zijn onder andere ijssalon Aloha Isle en de attractie Walt Disney's Enchanted Tiki Room gehuisvest. Aan een aftakking van het plein naar een grote waterpartij ligt de attractie Jungle Cruise. Het plein loopt vervolgens over in een straat richting een Caraïbisch plein, waaraan restaurant Tortuga Tavern en de attractie Pirates of the Caribbean liggen. Dit plein loopt via een poort over in het themagebied Frontierland.

### Frontierland

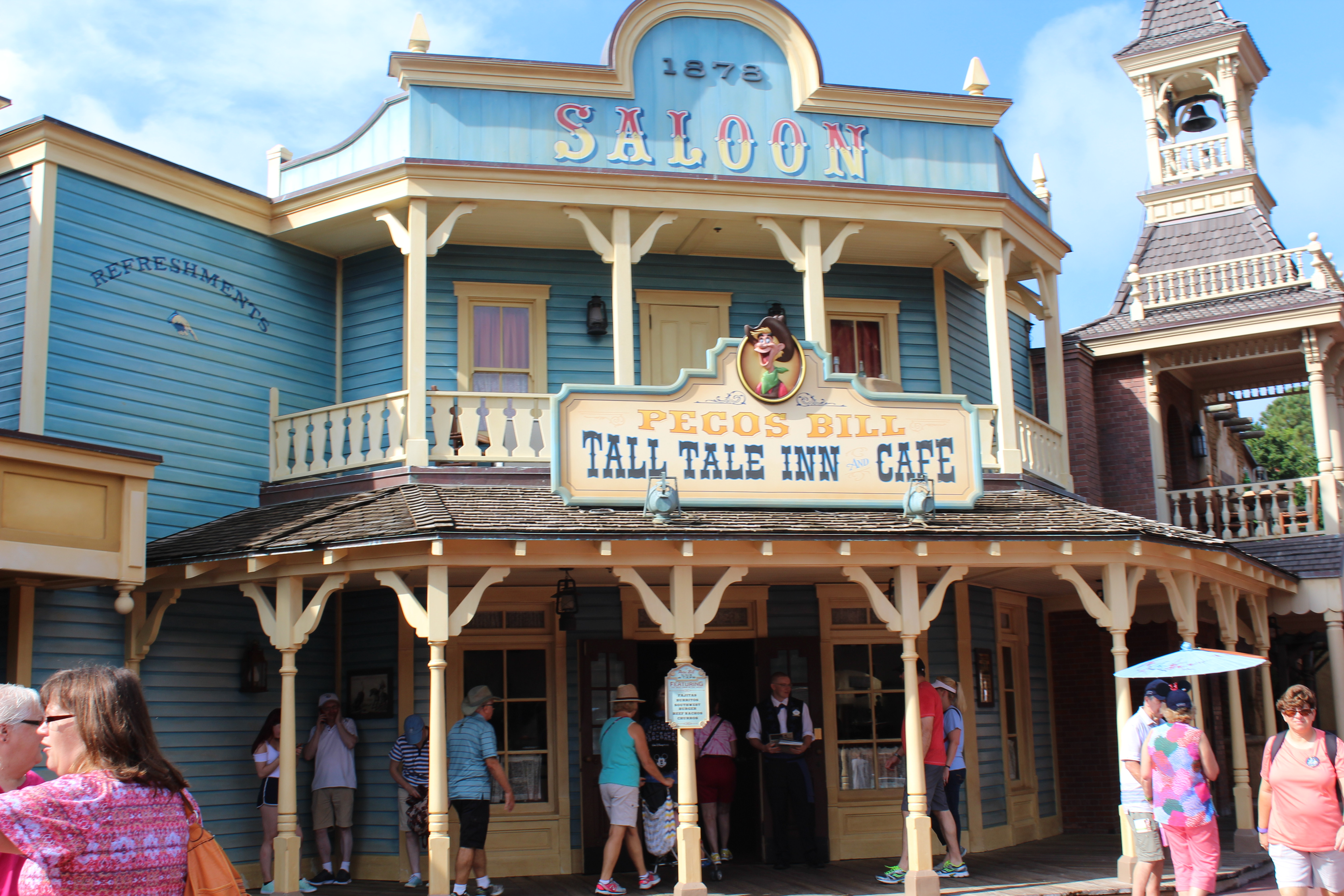
Peco's Bill Tall Tale Inn and Cafe in Frontierland

Het thema van Frontierland draait om de romantiek van het pionierwerk rondom de Amerikaanse frontier, dat zich afspeelde in het Wilde Westen. Het gebied is bereikbaar via Adventureland en via Liberty Square. Via Adventureland splits de route zich in tweeën. Een linkerroute loopt naar een plein met daaraan de attracties Big Thunder Mountain Railroad en het opstapstation voor de Walt Disney World Railroad. Een rechterroute loopt langs de oevers van een grote waterpartij, de Rivers of America, en langs enkele gebouwen in wilde-westen-stijl. In deze gebouwen zijn restaurant Peco's Bill Tall Tale Inn and Cafe, souvenirwinkel Prairie Outpost & Supply en attractie Country Bear Jamboree te vinden. Daarna loopt de route over in themagebied Liberty Square.
In de Rivers of America ligt Tom Sawyer's Island, dat te bereiken is via een gemotoriseerd vlot. Op het eiland bevinden zich enkele gebouwen, grotten en een fort, die refereren naar locaties uit de verhalen van Tom Sawyer.

### Liberty Square

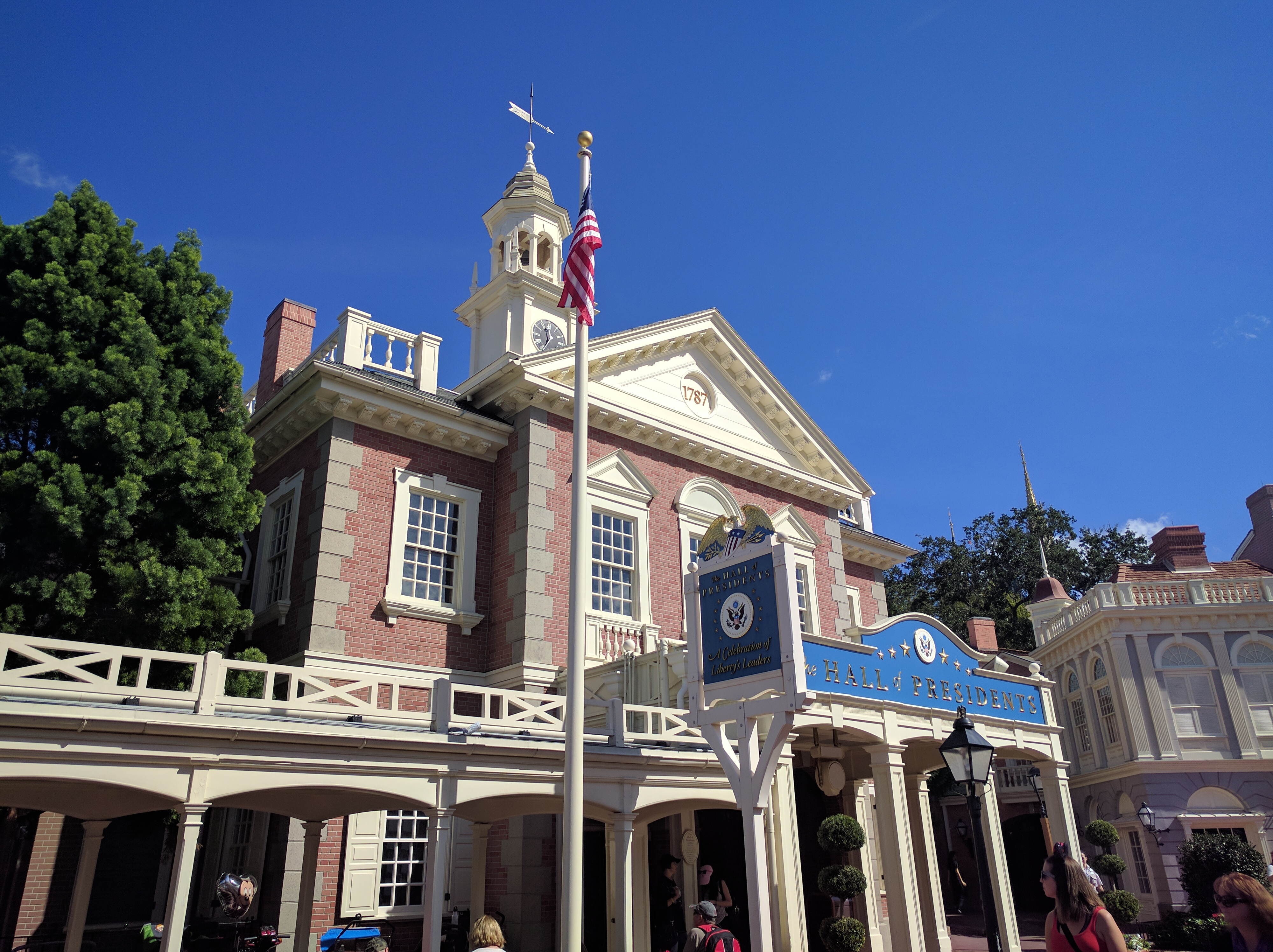
The Hall of Presidents in Liberty Square

Het thema van Liberty Square omvat de eerste koloniën van Amerika, die aan de beginselen vormden van de huidige Verenigde Staten. De hoofdingang van het gebied ligt aan Central Plaza, die te bereiken is via een brug. Via deze hoofdingang loopt een route langs souvenirwinkel Ye Olde Christmas Shoppe, restaurant Sleepy Hollow en attractie The Hall of Presidents. Tegenover de ingang van The Hall of Presidents is een replica van de Liberty Bell te vinden. Als de route de Rivers of America bereikt, splits de route zich in tweeën. Op het kopstuk van de splitsing ligt de attractie Liberty Square Riverboat, een boottocht over de Rivers of America. De linkerroute loopt langs de restaurants Liberty Tree Tavern en Diamond Horseshoe, om vervolgens over te gaan in themagebied Frontierland. De rechterroute loop langs restaurant Columbia Harbour House en souvenirwinkel Memento Mori, om uit te komen op de attractie Haunted Mansion. Vervolgens loopt deze route over in themagebied Fantasyland.

### Fantasyland

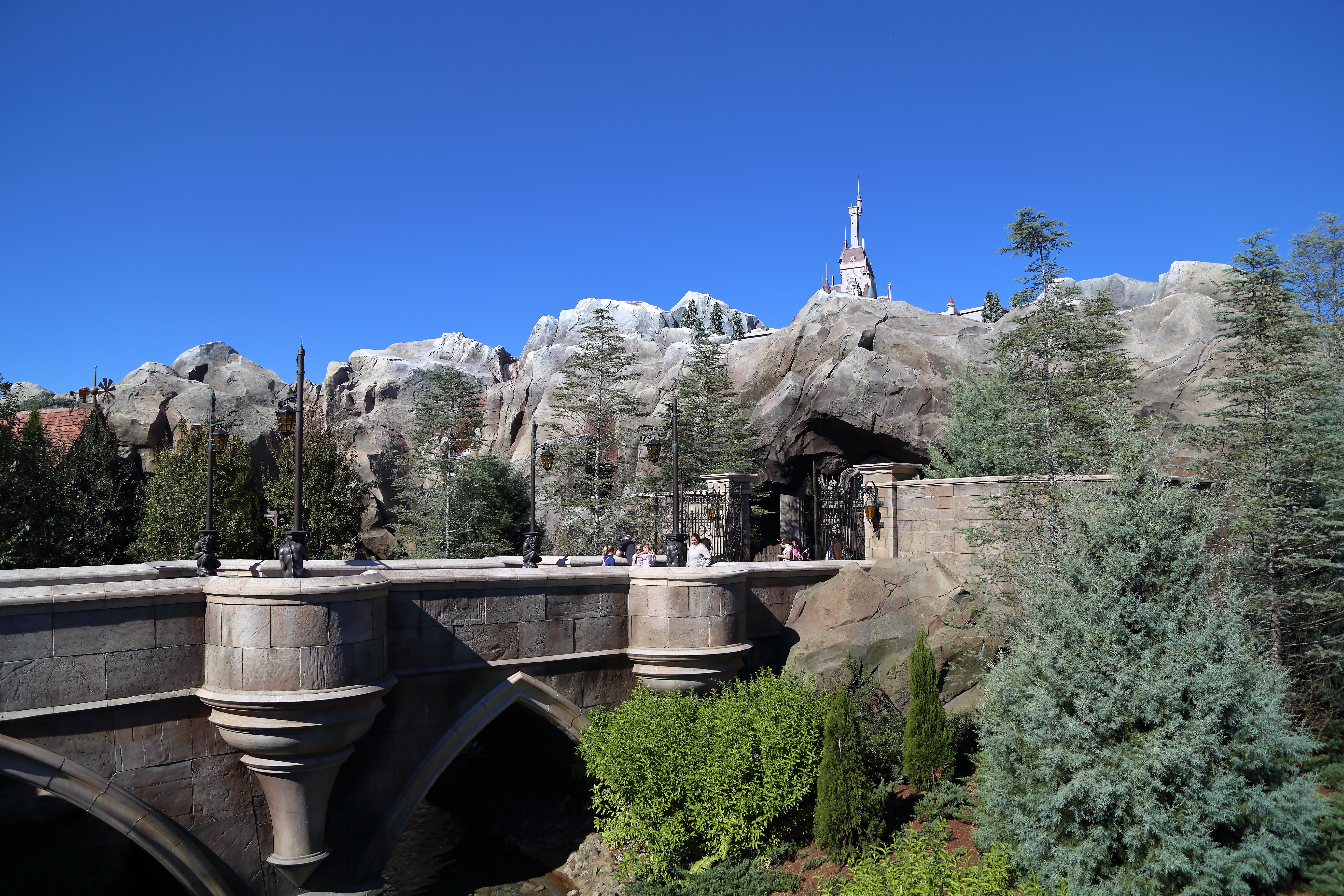
De loopbrug naar het Be Our Guest Restaurant in Fantasyland

Fantasyland is gethematiseerd naar de sprookjeswerelden uit de films van Disney. De hoofdingang van het gebied loopt door Cinderella Castle heen en komt uit op de binnenplaats van het kasteel. Aan deze binnenplaats liggen enkele souvenirwinkels, met midden op het plein de Prince Charming Regal Carrousel en aan het eind van het plein restaurant Pinocchio Village Haus. Vanaf de binnenplaats loopt een route richting Liberty Square. Aan deze route liggen de attracties "it's a small world" en Peter Pan's Flight, evenals een klein gebied rondom de film Rapunzel. Tevens loopt vanaf de binnenplaats een route naar Tomorrowland. Aan deze route liggen de attracties Princess Fairy Tale Hall, The Many Adventures of Winnie the Pooh en Mad Tea Party.
In een gebied dat verder naar achteren ligt (en dat later aan Fantasyland is toegevoegd) zijn enkele gebieden te vinden die zich concentreren rondom één film. Allereerst is er het gebied rondom de film Belle en het Beest te vinden, met de attractie Enchanted Tales with Belle. Ook zijn er restaurants Be Our Guest Restaurant en Gaston's Tavern te vinden, net als souvenirwinkel Bonjour Village Gifts. In het gebied rondom de film De kleine zeemeermin zijn de attracties Under the Sea ~ Journey of the Little Mermaid en Ariel's Grotto te vinden, en is horecapunt Prince Eric's Village Market te vinden. In het gebied Storybook Circus rondom de film Dombo zijn attracties Dumbo the Flying Elephant, The Barnstormer en Casey Jr. Splash 'N' Soak Station te vinden. Ook ligt hier een opstappunt voor de Walt Disney World Railroad. In het centrum van dit gehele Fantasyland-gebied ligt een gebergte, met daardoor- en omheen de achtbaan Seven Dwarfs Mine Train.

### Tomorrowland

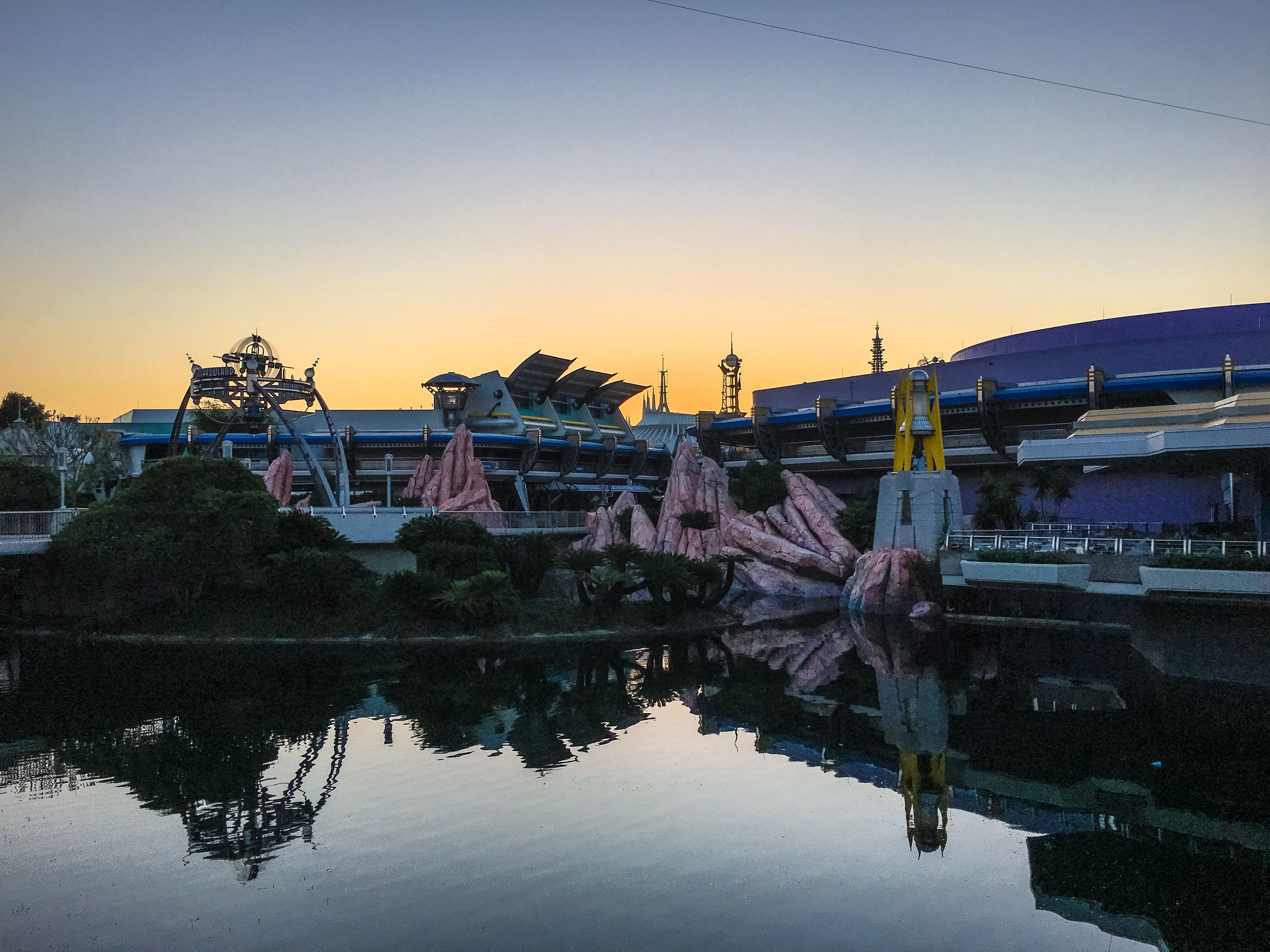
De ingang van Tomorrowland aan Central Plaza

Tomorrowland is gebaseerd op het thema van een positieve blik op de toekomst. De hoofdingang van het gebied ligt aan Central Plaza en is te bereiken via een brug. Na de hoofdingang loopt een straat naar het centrale plein van Tomorrowland. Aan deze straat liggen de attracties Stitch's Great Escape en Monsters Inc. Laugh Floor. Op het centrale plein van Tomorrowland staat een centraal gebouw, dat de attracties Astro Orbiter en Tomorrowland Transit Authority PeopleMover huisvest. Verder liggen aan dit plein de attracties Buzz Lightyear's Space Ranger Spin, Walt Disney's Carousel of Progress en Space Mountain. Vanaf het centrale plein in Tomorrowland loopt een route naar Fantasyland, met daaraan souvenirwinkels Merchant of Venus en Mickey's Star Traders en horecapunten Auntie Gravity's Galactic Goodies en Cosmic Ray's Starlight Cafe. Tevens ligt aan deze route de attractie Tomorrowland Speedway.

## Transport

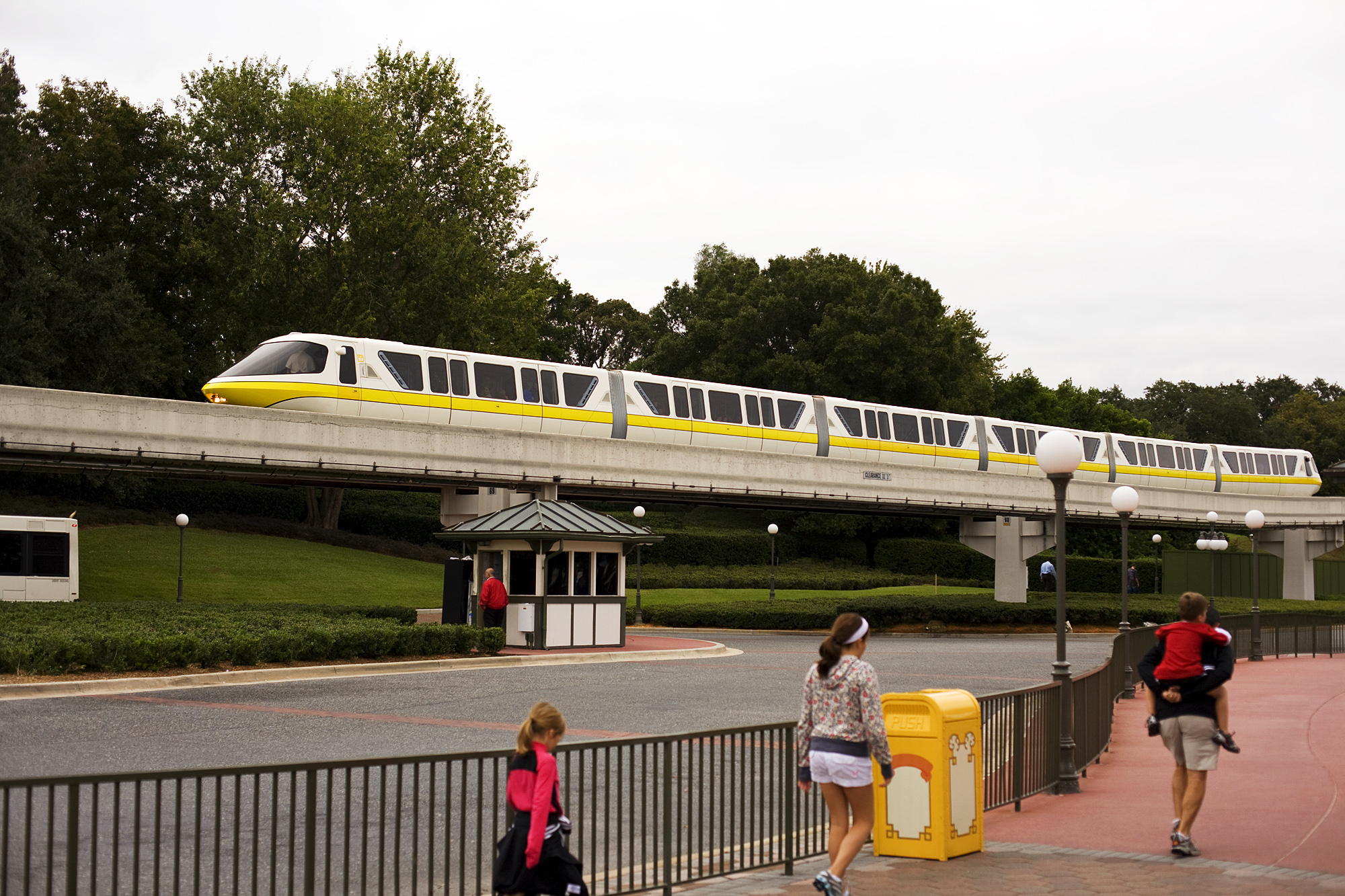

Omdat de parkeerplaats voor het park meer dan 1,5 kilometer verwijderd ligt, was transport vanuit de organisatie van het resort onmisbaar. Daarom werd er een monorail aangelegd van het park naar de parkeerplaats. Ook kan men nu met de veerboot over de Seven Seas Lagoon naar de parkeerplaats toe varen. Het resort beschikt over 3 veerboten, met elk een andere kleur. Ze dragen ook elk een eigen naam; de General Joe Potter (blauwe), de Richard F. Irvine (rood) en de Admiral Joe Fowler (groene).
Een ander park binnen het resort, Epcot, is ook bereikbaar met de monorail vanaf de grote parkeerplaats. Deze lijn werd in 1982 aangelegd.
Gasten die in het resort slapen in de verschillende hotels, kunnen gratis met de bus van het hotel naar de parken, en omgekeerd.